# Nikolaj Titkov
Nikolaj Dmitrievič Titkov (in russo Никола́й Дми́триевич Титко́в?; Rjazan', 18 agosto 2000) è un calciatore russo, centrocampista del Baltika in prestito dalla Lokomotiv Mosca.

## Caratteristiche tecniche
È un centrocampista offensivo.

## Carriera
Cresciuto nel settore giovanile della Lokomotiv Mosca, debutta in prima squadra il 25 settembre 2019 giocando i minuti finali dell'incontro di Kubok Rossii perso ai rigori contro il Baltika.

## Statistiche
Statistiche aggiornate al 6 marzo 2021.

### Presenze e reti nei club
| Stagione        | Squadra         | Campionato      | Campionato | Campionato | Coppe nazionali | Coppe nazionali | Coppe nazionali | Coppe continentali | Coppe continentali | Coppe continentali | Altre coppe | Altre coppe | Altre coppe | Totale | Totale | Totale |
| Stagione        | Squadra         | Comp            | Pres       | Reti       | Comp            | Pres            | Reti            | Comp               | Pres               | Reti               | Comp        | Pres        | Reti        | Pres   | Reti   |        |
| --------------- | --------------- | --------------- | ---------- | ---------- | --------------- | --------------- | --------------- | ------------------ | ------------------ | ------------------ | ----------- | ----------- | ----------- | ------ | ------ | ------ |
| 2019-2020       | Kazanka Mosca   | 2D              | 14         | 4          |                 | -               | -               |                    | -                  | -                  |             | -           | -           | 14     | 4      |        |
| 2020-2021       | Kazanka Mosca   | 2D              | 11         | 4          |                 | -               | -               |                    | -                  | -                  |             | -           | -           | 11     | 4      |        |
| 2019-2020       | Lokomotiv Mosca | PL              | 0          | 0          | CR              | 1               | 0               | UCL                | 0                  | 0                  |             | -           | -           | 0      | 0      |        |
| 2020-2021       | Lokomotiv Mosca | PL              | 4          | 0          | CR              | 0               | 0               | UCL                | 0                  | 0                  | SR          | 0           | 0           | 4      | 0      |        |
| Totale carriera | Totale carriera | Totale carriera | 29         | 8          |                 | 1               | 0               |                    | 0                  | 0                  |             | 0           | 0           | 30     | 8      |        |

## Palmarès

### Club

#### Competizioni nazionali
- Pervaja Liga: 1

Baltika: 2024-2025